# Taylor Hayes (attrice pornografica)
Taylor Hayes, pseudonimo di Tara Ellyn Smith (Grosse Pointe, 14 gennaio 1975), è un'ex attrice pornografica statunitense. Ha assunto lo pseudonimo da Taylor Hayes, personaggio interpretato da Hunter Tylo in Beautiful, soap opera di cui la Hayes adolescente era una fan entusiasta.

## Biografia e carriera pornografica
Cresciuta nei dintorni di Dallas, dopo aver terminato le superiori andò a lavorare in uno strip club. Nel 1994 apparì sulla rivista Penthouse, dopo aver vinto una gara locale. Trasferitasi a Las Vegas, apparve spesso sulla rivista Hustler. Nel 1996 andò a Los Angeles e iniziò a lavorare per la casa di produzione di film per adulti VCA Pictures. In seguito divenne una delle attrici del regista Adam Glasser (noto anche come Seymore Butts). In questo tratto di carriera interpretò diversi film, in cui mise in evidenza le sue attitudini per il sesso anale.
La Vivid Entertainment la ingaggiò in esclusiva nel 1997. Per la Vivid apparve in una dozzina di pellicole e fu per due volte nominata "Female Performer of the Year" agli AVN Awards di Las Vegas. In quello stesso periodo, Hayes apparve spesso su Playboy TV e più tardi fu fotografata con Jenna Jameson e Briana Banks nel sud della Francia per Vanity Fair. Nel 2001 vince l'AVN come miglior attrice per Jekyll & Hyde .
Nel 2002 si è ritirata dal cinema per adulti. AVN Magazine la incluse nella lista delle "Top 50 Porn Stars of All Time". Nel dicembre 2005 ha ripreso a girare per solo due scene: Slumber Party 20, un'orgia tra ragazze e Seymore Butts Asshunt. Successivamente, si è definitivamente ritirata dall'industria e nel 2007 è stata inserita dagli AVN nella Hall of Fame.

## Vita privata
Legata sentimentalmente ad Adam Glasser dal 1995, ebbe un figlio (Brady) da lui l'anno dopo. Si separarono nel 1997. Il figlio, dopo una lunga causa, venne assegnato al padre. Negli anni successivi, la Hayes ha avuto una serie di ben pubblicizzati litigi con la nuova ragazza di Adam Glasser, Alisha Klass, anch'essa attrice porno.

## Riconoscimenti
- AVN Awards
  - 1999 – Best Group Sex Scene (film) per The Masseuse 3 con Mr. Marcus e Billy Gilde[7]
  - 2001 – Best Actress (film) per Jekyll & Hyde[8]
  - 2002 – Best Couples Sex Scene (film) per Fade to Black con Joey Ray[9]
  - 2002 – Best Group Sex Scene (film) per Fade to Black con Taylor St. Clair e Dala DaBone[10]
  - 2007 – Hall of Fame[11]
- XRCO Award
  - 2001 – Actress – Single Performance per Jekyll & Hyde[12]
  - 2002 – Actress – Single Performance per Fade to Black[13]

## Filmografia
- Bare Essentials (1995)
- Boobtown (1995)
- Hienie's Heroes (1995)
- Lust Runner (1995)
- Pool Party at Seymore's 2 (1995)
- Trouble (1995)
- Adult Video News Awards 1996 (1996)
- Deep Behind the Scenes with Seymore Butts 1 (1996)
- Deep Behind the Scenes with Seymore Butts 2 (1996)
- KSEX 106.9 1 (1996)
- Monkey Business (1996)
- Seymore's Squirters 1 (1996)
- Slippin In Through The Outdoor (1996)
- Assgasms 1 (1997)
- Behind the Sphinc Door (1997)
- Gluteus To The Maximus (1997)
- KSEX 106.9 2 (1997)
- Masseuse 3 (1997)
- Musical Tushies (1997)
- Another Man's Wife (1998)
- Blow Me (1998)
- Dangerous (1998)
- House of Sleeping Beauties 3 (1998)
- Orgasmatic (1998)
- Adult Video News Awards 1999 (1999)
- Blown Away (1999)
- Eternal Excesses (1999)
- Poser (II) (1999)
- Sex Lies (1999)
- Taylor Hayes Anal All-Star (1999)
- Taylor Hayes: Extreme Close Up 5 (1999)
- XRCO Awards 1999 (1999)
- Adult Video News Awards 2000 (2000)
- Bushel and a Peck (2000)
- Deviant (2000)
- Haunted (2000)
- Hayride Honeys (2000)
- Jekyll and Hyde (2000)
- Seymore's Squirters 2 (2000)
- She Town (2000)
- Spies in the House of Love (2000)
- Taylor Hayes Squirting Anal All Star 2 (2000)
- Taylor Loves Rocco 1 (2000)
- Virtual Sex with Taylor Hayes (2000)
- Where the Boys Aren't 12 (2000)
- Where the Boys Aren't 13 (2000)
- Adult Video News Awards 2001 (2001)
- Chloe: Extreme Close Up (2001)
- Creating Kate (2001)
- Double Cross (2001)
- Fade to Black 1 (2001)
- Lexus: Up Close and Personal (2001)
- Taylor Loves Rocco 2 (2001)
- Where the Boys Aren't 14 (2001)
- All Wrapped Up in Life (2002)
- Dashed (2002)
- Fluffy Cumsalot, Porn Star (2002)
- Game (2002)
- Girls Only: Strapped On (2002)
- Hard Tails (2002)
- Haze (2002)
- Heart Breaker (2002)
- If You Only Knew (2002)
- Prettiest Tits I Ever Came Across (2002)
- Where the Boys Aren't 15 (2002)
- About Face (2003)
- Eye Spy: Dasha (2003)
- Face Down Ass Up (2003)
- Female Ejaculation Review (2003)
- Fire in the Hole (2003)
- Girls Only: Cheyenne (2003)
- Jawbreakers (2003)
- Load Warrior (2003)
- Loving Taylor (2003)
- Carpool (2004)
- Haulin' Ass (2004)
- Sex Drive (2004)
- I Did Her My Way (2005)
- Satisfaction Guaranteed: Taylor Hayes (2005)
- Whore Next Door (2005)
- Asshunt (2006)
- Assians Have More Anal Fun (2006)
- Breaking and Entering (2006)
- Oral Support (2006)
- Slumber Party 20 (2006)
- Vivid's Private Reserve (2007)
- Heart Breaker (2008)
- Star 69: Strap Ons (2008)